# James Purdey & Sons
James Purdey & Sons eller Purdey er en berømt britisk våbenfabrikant, og navnet er synonymt med de fineste haglgeværer og rifler.
Firmaet blev grundlagt i 1814 af James Purdey, og hovedkvarteret ligger i London i England. Allerede i 1838 købte dronning Victoria et sæt pistoler fra Purdey, og firmaet blev kongelig hofleverandør til det det britiske kongehus i 1868.